# Determination (Aldious)
Determination è il secondo album del gruppo musicale power metal giapponese Aldious. Il disco è stato pubblicato il 12 ottobre del 2011 dalla BrightStar.
Nell'edizione speciale è presente un bonus DVD contenente il video dei brani Spirit Black, Mermaid e Confusion.

## Tracce
1. Disclose - 03:42
2. Defended Desire (Album Version) - 04:11
3. Spirit Black - 04:31
4. Eternal Delusion - 04:42
5. 灰の雪 (Album Version)  - 04:37
6. Wish Song - 04:17
7. Mermaid (Album Version) - 04:33
8. Spellbind - 03.56
9. Carry Out! - 04.36
10. 夜想曲 - 06.18